# British Independent Film Awards 1999
La cerimonia di premiazione della 2ª edizione dei British Independent Film Awards si è svolta il 14 ottobre 1999 al Café Royal di Londra ed è stata presentata da John Gordon Sinclair.

## Vincitori e candidati
I vincitori sono indicati in grassetto.

### Miglior film indipendente britannico
- Wonderland, regia di Michael Winterbottom
- A Room for Romeo Brass, regia di Shane Meadows
- Demoni e dei (Gods and Monsters), regia di Bill Condon
- Hilary e Jackie (Hilary and Jackie), regia di Anand Tucker
- Zona di guerra (The War Zone), regia di Tim Roth

### Miglior regista
- Anand Tucker - Hilary e Jackie (Hilary and Jackie)
- Bill Condon - Demoni e dei (Gods and Monsters)
- Shane Meadows - A Room for Romeo Brass
- Tim Roth - Zona di guerra (The War Zone)
- Michael Winterbottom - Wonderland

### Premio Douglas Hickox al miglior regista esordiente
- Lynne Ramsay - Ratcatcher
- Jasmin Dizdar - Beautiful People
- Justin Kerrigan - Human Traffic
- Clare Kilner - Janice Beard - Segretaria in carriera (Janice Beard 45wpm)
- Damien O'Donnell - East Is East

### Miglior sceneggiatura
- Ayub Khan Din - East Is East
- Jasmin Dizdar - Beautiful People
- David Kane - L'amore dell'anno (This Year's Love)
- Shane Meadows e Paul Fraser - A Room for Romeo Brass
- Lynne Ramsay - Ratcatcher

### Miglior attrice
- Emily Watson - Hilary e Jackie (Hilary and Jackie)
- Lara Belmont - Zona di guerra (The War Zone)
- Rachel Griffiths - Hilary e Jackie (Hilary and Jackie)
- Jane Horrocks - Little Voice - È nata una stella (Little Voice)
- Gina McKee - Wonderland

### Miglior attore
- Ian McKellen - Demoni e dei (Gods and Monsters)
- Daniel Auteuil - Il figlio perduto (The Lost Son)
- Michael Caine - Little Voice - È nata una stella (Little Voice)
- Daniel Craig - The Trench - La trincea
- Ray Winstone - Zona di guerra (The War Zone)

### Miglior esordiente
- Lara Belmont - Zona di guerra (The War Zone)
- Keri Arnold - The Darkest Light
- Simon Bowles - Lighthouse
- Alwin Kuchler - Ratcatcher

### Miglior produzione
- Human Traffic, regia di Justin Kerrigan
- Following, regia di Christopher Nolan
- Lighthouse, regia di Simon Hunter
- The Trench - La trincea, regia di William Boyd
- Vite nascoste (Get Real), regia di Simon Shore

### Miglior film indipendente straniero in lingua inglese
- Happiness - Felicità (Happiness), regia di Todd Solondz
- Buffalo '66, regia di Vincent Gallo
- Praise, regia di John Curran
- Rushmore, regia di Wes Anderson
- The Blair Witch Project - Il mistero della strega di Blair (The Blair Witch Project), regia di Daniel Myrick e Eduardo Sánchez

### Miglior film indipendente straniero in lingua straniera
- Tutto su mia madre (Todo sobre mi madre), regia di Pedro Almodóvar
- Festen - Festa in famiglia (Festen), regia di Thomas Vinterberg
- Romance, regia di Catherine Breillat
- La vita è bella, regia di Roberto Benigni
- La vita sognata degli angeli (Vie rêvée des anges), regia di Érick Zonca

### Produttore dell'anno
- Simon Channing Williams
- Graham Broadbent
- Steve Clark-Hall
- Sam Taylor
- Barnaby Thompson

### Premio speciale della giuria
- Simon Perry

### Premio alla carriera
- Nicolas Roeg